# Думбревешть (Вилча)

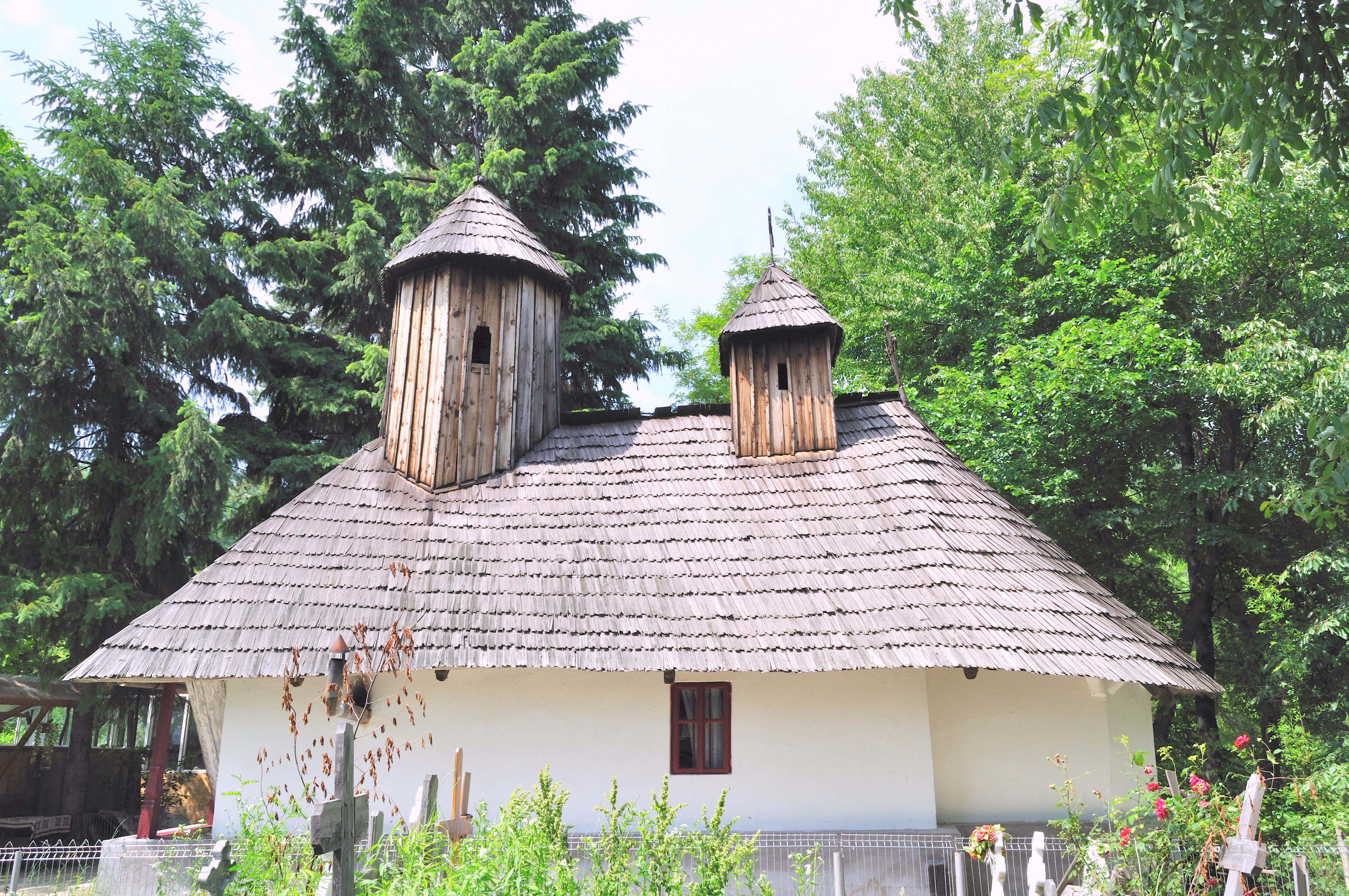

Думбревешть, Думбревешті (рум. Dumbrăvești) — село у повіті Вилча в Румунії. Входить до складу комуни Томшань.
Село розташоване на відстані 173 км на північний захід від Бухареста, 22 км на захід від Римніку-Вилчі, 86 км на північ від Крайови, 134 км на південний захід від Брашова.

## Населення
За даними перепису населення 2002 року у селі проживали 82 особи, усі — румуни. Усі жителі села рідною мовою назвали румунську.